# Rhopalosiphum nymphaeae
Rhopalosiphum nymphaeae är en insektsart som först beskrevs av Carl von Linné 1761.  Rhopalosiphum nymphaeae ingår i släktet Rhopalosiphum och familjen långrörsbladlöss. Arten är reproducerande i Sverige. Inga underarter finns listade i Catalogue of Life.

## Bildgalleri

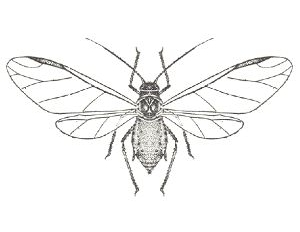